# Equmeniakyrkan i Trollhättan
Equmeniakyrkan i Trollhättan, tidigare Trollhättans missionskyrka, 
är en frikyrka som ligger i centrala Trollhättan. Kyrkan har ca 270 medlemmar och tillhör trossamfundet Equmeniakyrkan. Församlingen anordnar gudstjänster och övriga aktiviteter veckovis.
Missionskyrkan driver även sommargården Vårhaga, som ligger norr om Sjuntorp utanför Trollhättan.